# Небельское муниципальное образование (Казачинско-Ленский район)
Небельское муниципальное образование — муниципальное образование со статусом сельского поселения в Казачинско-Ленском районе Иркутской области России. Административный центр — посёлок Небель.
С северо-запада граничит с одноимённым Небельским муниципальным образованием Киренского района Иркутской области.

## Демография
По результатам Всероссийской переписи населения 2010 года
численность населения муниципального образования составила 299 человек, в том числе 148 мужчин и 151 женщина.

## Населённые пункты
В состав муниципального образования входят населённые пункты
- Небель